# Pentaphragma bartlettii
Pentaphragma bartlettii är en tvåhjärtbladig växtart som beskrevs av Merrill. Pentaphragma bartlettii ingår i släktet Pentaphragma och familjen Pentaphragmataceae. Inga underarter finns listade i Catalogue of Life.